# Centro Nacional de Investigaciones de Café
Le Centro Nacional de Investigaciones de Café (Cenicafé ou en français : Centre national de recherche sur le café), créé en 1938, est un organisme de recherche colombien financé par la Federación Nacional de Cafeteros de Colombia.

## Création
Le Cenicafé est créé en 1938 lors du IXe congrès national du café, via l'accord no 2 du 9 novembre, sous la tutelle de la Fedecafé. Le siège de cette organisation est situé dans la municipalité de Chinchiná, dans le département du Caldas. Le Cenicafé a pour objectif principal d'engendrer des connaissances et de nouvelles technologies par le biais de recherches scientifiques et d'expérimentations. Lors de sa création, différentes missions lui sont attribuées. Il doit notamment garantir la durabilité de la production dans les zones caféières, diminuer les coûts de production, de récolte et post-récolte, préserver les ressources naturelles des aires du culture du café via des technologies propres et enfin conserver et améliorer la capacité concurrentielle du café et des autres productions issues des zones caféières.

## Recherches menées
Le Cenicafé mène ses premières recherches sur les caractéristiques prédominantes des sols et du climat dans les zones caféières colombiennes, ce qui a valu à Alvaro Rodríguez et à Fernando Suárez de Castro le prix national des sciences décerné par la fondation Alejandro Angel Escobar en 1956,. Par la suite, il concentre ses efforts sur la manière d'augmenter la production de café pour faire face à la demande croissante de café colombien sur les marchés internationaux. Les premières recherches sur l'amélioration génétiques du café sont effectuées dès 1955, aboutissant à l'introduction de la variété de café typique. À partir de 1960, avec les études menées sur la variété caturra et ses nombreux avantages, le Cenicafé est à l'origine des progrès de la culture du café colombien durant la seconde moitié du XXe siècle.